# Аталык, Екатерина Львовна
Екатери́на Льво́вна Аталы́к (тур. Ekaterina Atalık, урождённая Поло́вникова; род. 14 ноября 1982, Киров) — турецкая (ранее российская) шахматистка, международный мастер (2007). Чемпионка Европы (2006).
В 1997 году в Таллине побеждает на чемпионате Европы среди девочек до 16 лет.
В 2005 году выходит замуж за турецкого шахматиста Суата Аталыка и принимает турецкое гражданство.
В 2006 году в Кушадасах на 7-м чемпионате Европы среди женщин занимает 1-е место.
Чемпионка Турции 2008 и 2016 годов.
В 2019 году заняла третье место на чемпионате мира по рапиду, который проходил в Москве с 25 по 31 декабря.
В ноябре 2021 года в Риге она заняла 23-е место на турнире «Большая женская швейцарка ФИДЕ».
Муж — гроссмейстер Суат Аталык, супруги воспитывают дочь.

## Изменения рейтинга
| График не отображается по техническим причинам. Чтобы исправить это, воспроизведите график в новом формате, если это возможно. |